# 八戸市立中居林小学校
八戸市立中居林小学校（はちのへしりつ なかいばやししょうがっこう）は、青森県八戸市大字石手洗にある公立小学校。

## 沿革
- 1873年（明治6年）5月18日 - 中居林小学創立。
- 1886年（明治19年） - 中居林簡易小学校と改称。
- 1890年（明治23年） - 中居林尋常小学校と改称。
- 1910年（明治43年）12月17日 - 八戸市大字中居林字綿の端6番地に2階建校舎建築移転。
- 1938年（昭和13年）4月1日 - 帽章制定[1]。
- 1939年（昭和14年）8月30日 - 校旗樹立[1]。
- 1941年（昭和16年）4月1日 - 国民学校令により、中居林国民学校と改称。
- 1947年（昭和22年）4月1日 - 学制改革により、八戸市立中居林小学校と改称。
- 1951年（昭和26年）9月18日 - 新校舎竣工し、落成式挙行。
- 1961年（昭和36年）2月11日 - 校歌制定[1]。
- 1974年（昭和49年）9月7日 - 創立100周年記念及び校舎落成記念の両式典挙行し、祝賀会開催。
- 2003年（平成15年）10月7日 - 創立130周年記念式典挙行し、祝賀会開催。
- 2023年（令和5年）5月21日 - この日開催の運動会を『150周年大運動会』として開催。

### この節の出典
- 中居林小学校（学校カルテ） (PDF)  - 八戸市

## 学区
- 中居林・梨ノ木平・石手洗・石手洗団地・八重坂・東中居林[2]

## 児童数
2020年5月1日時点
| 学年 | 1年 | 2年 | 3年 | 4年 | 5年 | 6年 | 特別支援  | 合計 |
| ---- | --- | --- | --- | --- | --- | --- | --------- | ---- |
| 学級 | 1   | 2   | 2   | 2   | 2   | 2   | 3         | 14   |
| 児童 | 38  | 59  | 62  | 52  | 50  | 56  | 16 (内数) | 317  |

### この節の出典
- 中居林小学校（学校カルテ） (PDF)  - 八戸市
- Gaccom八戸市立中居林小学校（児童数）

## アクセス
- 南部バス「中居林小学校前」バス停下車後、徒歩約460m・約8分。
  - 市内中心部方面へは、「P8」系統・本八戸駅経由ラピア行、「C5」系統・中心街行、「S37」系統・イオン田向店行。
  - 郊外方面へは、「J42」系統・是川団地行・「J43」系統・是川団地（一丁目）行。

## 周辺
- 学校法人藤和学園駒沢幼稚園 - 敷地が隣接。かつ、進学前幼稚園のひとつ。
- 内科種市病院

## 参考資料
- 『青森県教育史 別巻』（青森県教育委員会・1973年12月20日発行）「学校沿革 小学校」718頁「中居林小学校」（昭和36年の記載分まで）